# 普利斯基
51°6′27″N 32°25′57″E / 51.10750°N 32.43250°E

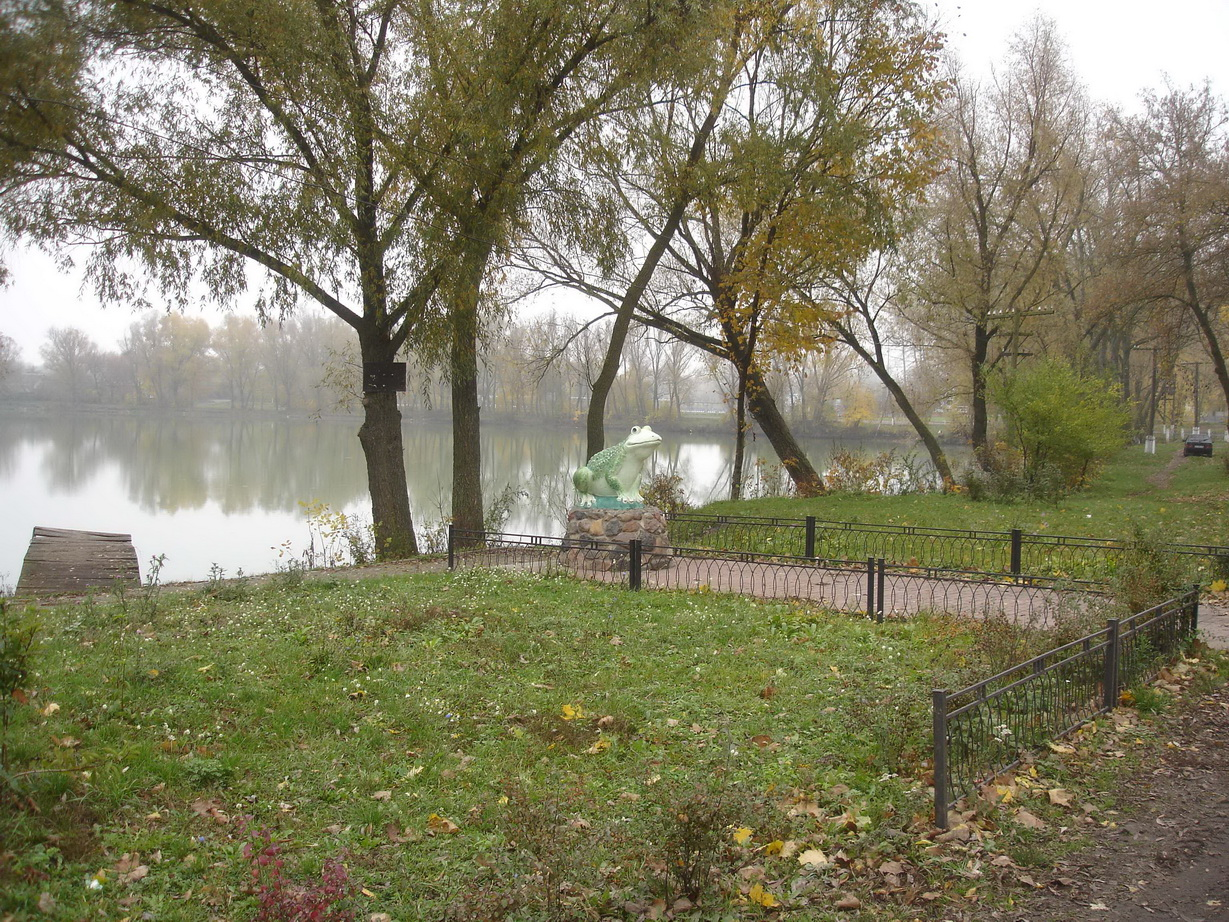
公园

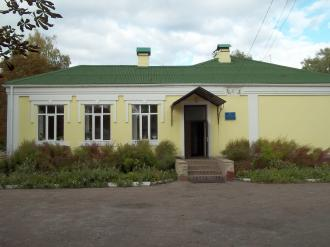
学校

普利斯基（烏克蘭語：Плиски），是烏克蘭北部切爾尼戈夫州尼任區普利斯基市镇内的村庄及其行政中心。面積3平方公里，海拔高度137米，2006年人口1,333，人口密度每平方公里444.3人。